# Маячка (Херсонская область)
Маячка (укр. Маячка) — село в Новотроицкой поселковой общине Генического района Херсонской области Украины.
Население по переписи 2001 года составляло 390 человек. Почтовый индекс — 75362. Телефонный код — 5548. Код КОАТУУ — 6524482003.

## Известные люди
В селе родились:
- Хлебников, Валерий Владимирович — российский дирижёр, гобоист и музыкальный педагог.
- Леоненко, Иван Фёдорович — тренер по бегу.
- Фриман, Абрам Яковлевич — журналист, лауреат Национальной премии Украины имени Тараса Шевченко (1977).